# Высокая Грива (Немецкий национальный район)
Высокая Грива — упразднённое село в Немецком национальном районе Алтайского края. Ликвидировано в 1971 году, население переселено в село Редкая Дубрава.

## География
Село располагалось в 6 км к северо-востоку от села Редкая Дубрава.

## История
Основано в 1908 году переселенцами из Причерноморья. Первоначальное название по молочанской колонии Гохштедт. До 1917 года меннонитско-лютеранское село Орловской волости Барнаульского уезда Томской губернии. Меннонитская община Шумановка-Клефельд. После революции в составе Подснежного сельсовета. В 1931 г. создан колхоз «Связь», позже переименован в имени Ежова, а затем им. Полины Осипенко. В 1950 году прошло слияние колхозов им. Блюхера (село Равнополь), «Маргиз» (село Редкая Дубрава), «Новая земля» (село Отрадное), им. Кагановича (село Подснежное), им. Полины Осипенко (село Высокая Грива). Центром нового колхоза имени К. Маркса стала Редкая Дубрава. В 1971 г. в связи с ликвидацией неперспективных сел жителей села переселяют в Редкую Дубраву.

## Население[1]
| Год     | 1911 | 1926 |
| ------- | ---- | ---- |
| Человек | 109  | 193  |